# Музей Мохамеда Махмуда Халиля
Музей Мохамеда Махмуда Халиля — египетский государственный музей имени государственного деятеля и политика Махмуд-бея Халиля в каирском пригороде Эль-Гиза, Египет; в собрании музея находится крупнейшее в Африке собрание живописи французских импрессионистов.
Музей основан в 1962 году и расположен в трёхэтажном особняке Мохамеда Махмуда Халиля в Эль-Гизе, особняк построен в стиле ар-нуво. Основу его собрания составляет коллекция Мохамеда Махмуда Халиля и его жены француженки Эмильен Люс. После смерти Халиля, последовавшей в конце 1953 года, вся коллекция была унаследована Эмильен Люс, а после её смерти в 1960 году всё собрание по завещанию поступило в распоряжение правительства Египта. Тогда же было принято решение открыть в особняке Халиля музей его имени.
Подготовительные работы заняли два года и в 1962 году музей открылся для публики. В музее находится значительная коллекция живописи импрессионистов и постимпрессионистов, включая работы Ренуара, Писсарро, Моне, Мане, Моризо, Ван Гога, Гогена и других. Другие периоды живописи представлены работами Рубенса, Делакруа, Курбе; всего в собрании значится 304 картины. Также в собрании имеются коллекция старинных китайских фарфоровых ваз и старинных предметов декоративно-прикладного искусства из Франции, Турции, Ирана и Китая. 
С 1970 по 1979 год музей был закрыт для публики, в дальнейшем проработал 30 лет. В 2010 году музей был закрыт на капитальную реставрацию. Поводом для закрытия послужило несовершенство систем охраны: музей несколько раз грабили, последний раз незадолго до закрытия (была украдена картина Винсента Ван Гога «Ваза со смолками» — картина не найдена). Фактически работы по реконструкции начались в 2014 году. Переделаны системы электро- и водоснабжения, существенно обновлены противопожарные системы, а также системы наблюдения и безопасности. 
Вновь музей открыт был лишь в начале 2021 года. 